# شهرستان هنری (جورجیا)
شهرستان هنری، جورجیا (به انگلیسی: Henry County, Georgia) یک سکونتگاه مسکونی در ایالات متحده آمریکا است که در جورجیا واقع شده‌است.

## خصوصیات
شهرستان هنری ۸۳۹٫۱۶ کیلومترمربع مساحت دارد.